# Bexley (borough)
Bexley (London Borough of Bexley) is een Engels district of  borough in de regio Groot-Londen, gelegen in het zuidoosten van de metropool.

## Ligging
Bexley is de meest oostelijke borough in Zuid-Londen, grenzend aan de rivier de Theems. Aan de noordzijde grenst het aan twee Londense boroughs, Havering en Barking and Dagenham, en heeft het een korte grens met Thurrock in het graafschap Essex. In het oosten grenst het aan Dartford en Sevenoaks, beide in het graafschap Kent. In het zuiden en westen grenst het aan de Londense boroughs Bromley en Greenwich. De oppervlakte bedraagt 61 km².

## Demografie
De borough telt 247.000 inwoners. Van de bevolking is 15,8% ouder dan 65 jaar. De werkloosheid bedraagt 2,9% van de beroepsbevolking (cijfers volkstelling 2001).

## Wijken in Bexley
De borough of Bexley telt 21 wards (kiesdistricten), die elk drie raadsleden afvaardigen naar de Bexley London Borough Council. Het administratieve centrum van de borough bevindt zich in Bexleyheath (in de ward Christchurch).
De belangrijkste wijken zijn:
- Abbey Wood (oostelijk deel)
- Belvedere
- Bexley
- Bexleyheath
- Crayford
- Erith
- Sidcup
- Thamesmead East
- Upton
- Welling

Bexley Riverside, het gebied langs de rivier de Theems, wordt in de toekomstvisie London Plan uit 2004/2015 aangemerkt als een van de 38 opportunity areas in Groot-Londen (gebieden met goede ontwikkelingsmogelijkheden).